# To the Dark Star
To the Dark Star est un recueil britannique de vingt-et-une nouvelles de science-fiction de Robert Silverberg, paru en 1991.

## Caractéristiques
Cette anthologie regroupe des nouvelles très connues de l'auteur publiées entre 1963 et 1973. Elle contient aussi un écrit rédigé par Silverberg en 2007.
La totalité des nouvelles a été reprise dans l'anthologie Le Chemin de la nuit, publiée en 2002 chez Flammarion, avec une nouvelle publication en 2005 chez J'ai lu.

## Liste des nouvelles

### (Now + n, Now - n)
- Publication initiale : 1972

### A Happy Day in 2381
- Publication initiale : 1970
- Résumé :

### After the Myths Went Home
- Publication initiale : 1969

### Bride 91
- Publication initiale : 1967

### Flies
- Publication initiale : 1967

### Going Down Smooth
- Publication initiale : 1968

### Halfway House
- Publication initiale : 1966

### Hawksbill Station
- Publication initiale : 1967

### How It Was When the Past Went Away
- Publication initiale : 1969

### Introduction To the Dark Star
- Publication initiale : 2007
- Il s'agit d'un essai de Robert Silverberg.

### Ishmael in Love
- Publication initiale : 1970

### Neighbor
- Publication initiale : 1964

### Passengers
- Publication initiale : 1968

### Ringing the Changes
- Publication initiale : 1970

### Sundance
- Publication initiale : 1969

### The Fangs of the Trees
- Publication initiale : 1968

### The Pain Peddlers
- Publication initiale : 1963

### The Pleasure of Their Company
- Publication initiale : 1970

### The Sixth Palace
- Publication initiale : 1965

### To See the Invisible Man
- Publication initiale : 1963

### To the Dark Star
- Publication initiale : 1968

### We Know Who We Are
- Publication initiale : 1970